# Love Live!
Love Live! (japonês: ラブライブ!, Hepburn: Rabu Raibu!) é um projeto multimídia desenvolvido pela Dengeki G's Magazine, a gravadora musical Lantis, e o estúdio de animação Sunrise.
O projeto gira em torno de um grupo de garotas de uma escola fictícia que se tornam ídolos, formando o grupo μ's, a fim de evitar que a escola fosse fechada. Foi lançado na edição da revista Dengeki G em agosto de 2010, e seguiu produzindo CDs de música, séries de anime, vídeos de música, duas adaptações mangá, e videogames.
A série animada Love Live! School Idol Project foi produzida pela Sunrise e dirigido por Takahiko Kyogoku foi ao ar no Japão em duas temporadas: a 1ª foi ao ar entre janeiro e março de 2013, e a 2ª entre abril e junho de 2014.
Um filme intitulado "Love Live! The Idol School Movie" foi distribuído pela Shochiku e foi lançado em junho de 2015, sendo nomeado animação do ano pelo Japan Academy Film Prize
Um novo projeto intitulado Love Live! Sunshine!! foi anunciado, com um elenco totalmente novo, introduzindo as Aqours, cuja estreia aconteceu em outubro de 2015. Com uma série animada também em duas temporadas: a 1ª foi ao ar entre julho e setembro de 2016, e a 2ª entre outubro e dezembro de 2017.
A franquia conta até o presente momento, com 49 singles lançados, sendo 26 das μ's, 23 das Aqours. A maioria dos singles (vindo de insert songs do filme) conseguiu entrar nos rankings da Oricon. Devido ao sucesso, μ's foi convidado a se apresentar no 66º Kouhaku Utagassen em 2015.

## História
Honoka Kōsaka é uma garota que ama sua escola, Otonokizaka Academy porém quando a mesma está prestes a ser fechada devido a uma crise financeira, Honoka se torna determinada a salvá-la. Sabendo que ídolos de colégio são populares, Honoka e suas amigas criam o grupo μ's (se pronuncia miúse) com o objetivo de conseguir novas estudantes. Após salvarem a Otonokizaka Academy do fechamento, as garotas da μ's seguem caminhos mais altos e participam do "Love Live", a competição suprema que reúne os maiores grupos idol do universo.
Com o anúncio de Love Live! Sunshine!!, um novo grupo nos mesmos moldes de μ's foi revelado, sob o nome de Aqours. Love Live Sunshine!! se passa em uma outra escola, a Uranohoshi Girls' Academy, que está passando pelo mesmo problema que a Otonokizaka Academy teve, até que Chika Takami, uma fanática pelo grupo μ's, decide seguir o exemplo de Honoka e resolve juntar suas amigas para formar o grupo Aqours para salvar a escola do fechamento.

## Personagens

### μ's
Honoka Kōsaka (高坂 穂乃果, Kōsaka Honoka)
Dubladora: Emi Nitta
Honoka é a protagonista e estuda na Otonokizaka Academy. Sua família trabalha em uma loja wagashi chamada Homura. Honoka tem personalidade contagiante e não desiste de nada, a ponto de geralmente exacerbar-se. Ela também é se mostra preguiçosa e relutante em trabalhar. Seus hobbies incluem natação e colecionar adesivos. Ela é a líder do μ's e é vista tomando a posição central em algumas das canções do grupo. Mais tarde, ela assume o lugar de Eli como presidente do conselho estudantil.
Kotori Minami (南 ことり, Minami Kotori)
Dubladora: Aya Uchida
Kotori é colega de Honoka e amiga de infância, que é a filha da presidente da Otonokizaka Academy, a quem ela se assemelha. Ela é conhecida por ter sua cabeça nas nuvens apesar de ter responsabilidade como supervisão de figurino do grupo e ser coreógrafa. Ela é muito atenciosa com os sentimentos das pessoas ao seu redor, mas também indecisa e propensa a ir com o fluxo. Ela se torna parte do conselho estudantil.
Umi Sonoda (園田 海未, Sonoda Umi)
Dubladora: Suzuko Mimori
Umi é amiga de infância e colega de Honoka. Também é membro da kyūdō. Ela acredita que Honoka é mandona e agressiva, mas percebe as vantagens de ter uma amiga aventureira, geralmente atuando como a voz da razão para ela. Ela é a principal letrista do grupo. Como a filha de uma família tradicional, Umi tem experiência em kendo, koto, nagauta, caligrafia, e danças tradicionais. Ela assume o lugar de Nozomi como a vice-presidente do conselho estudantil.
Maki Nishikino (西木野 真姫 Nishikino Maki)
Dubladora: Pile
Maki é uma estudante vinda de uma família de médicos. Tem talento para cantar e tocar piano, sendo que ela tem aspiração secreta para ser uma pianista, mas ela está destinada a herdar o hospital de seus pais, o que a faz recusar, inicialmente, o convite para se juntar à μ's. Inicialmente ela é muito arrogante e retraída, mas ela se sensibiliza para se juntar ao grupo ao longo da série. Maki é a compositora principal e treinadora vocal do grupo. Ela se torna a vice-presidente do Idol Research Club.
Rin Hoshizora (星空 凛, Hoshizora Rin)
Dubladora: Riho Iida
Rin é do primeiro ano e possui habilidades em corridas com barreira, futebol e basquete. Assim como Honoka, Rin tem uma personalidade contagiante e é sapeca, mas logo perde sua motivação. É a melhor amiga de Hanayo, e possui um hábito de terminar suas falas com "nya" (termo japonês equivalente ao Miau). Ela tem um complexo sobre ser "Kawaii" devido a um incidente em sua infância em que vários meninos zombavam dela para tentar se vestir como garota. Ela é eventualmente capaz de superar isso com a ajuda de suas amigas, e expressar cada vez mais sua feminilidade.
Hanayo Koizumi (小泉 花陽, Koizumi Hanayo)
Dubladora: Yurika Kubo
Hanayo é uma estudante que adora desenhar e praticar a técnica do Origami. É mencionada como Kayo, uma leitura alternativa do seu nome, em kanji. Sua melhor amiga é Rin, do qual é amiga de infância. Tem um enorme carinho por arroz, e é um pessoa tímida. Antes de entrar para o μ's, tinha baixa auto-estima o que fazia com que ela desistisse, mas sonhou desde a infância em se tornar uma estrela. Mais tarde, se torna a presidente do Idol Research Club.
Nico Yazawa (矢澤 にこ, Yazawa Niko)
Dubladora: Sora Tokui
Nico é fascinada por moda e é a supervisora de figurino junto com a Kotori. Ela tem um forte desejo de se tornar uma estrela entre todas as integrantes de μ's, e trabalha duro para atingir seu objetivo. No entanto, muito para seu desgosto, Nico é infantil na aparência e comportamento, apesar de sua idade, parecendo-se muito mais jovem que o resto do grupo. Nico criou o Idol Research Club, mas devido aos altos padrões, várias integrantes foram deixando aos poucos. Assim que Honoka e suas amigas perguntam se deseja ter o IRC como QG oficial para a μ's ela é muito relutante, duvidando de quão longe elas estão dispostas a ir para se tornar ídolos de sucesso, até que ela aprova o seu esforço e, eventualmente, se junta ao grupo. Ela tem uma tendência de agir como celebridade e constantemente implora por atenção, mas é muito cuidadosa com as pessoas ao seu redor. Ao contrário das outras integrantes, ela tem uma personalidade idol, e atende pela sua catchphrase, "Nico-Nico-Ni" com uma pose. Após se graduar, ela passa o posto de presidente para a Hanayo. É uma excelente cozinheira. Suas irmãs mais jovens são Cocoa, Kokoro e Kotarô.
Eli Ayase (絢瀬 絵里, Ayase Eri)
Dubladora: Yoshino Nanjō
Eli é presidente do conselho estudantil da Otonokizaka que está determinada a salvar a escola. Embora ela se oponha ao plano de Honoka no início, ela acaba se tornando a última garota para se juntar à μ's. Ela é descendente russa por causa de sua avó, e tende a dizer a palavra russa "harasho". Ela é extremamente talentosa, primando pelos acadêmicos e atletismo, e é capaz executar seus deveres como a presidente do conselho estudantil na perfeição. A especialidade de Eli é o Quilting, e sua experiência com o balé qualifica-a como coreógrafa do grupo.
Nozomi Tojo (東條 希, Tōjō Nozomi)
Dubladora: Aina Kusuda
Nozomi é a mais velha do grupo. Ela atua como voz da razão para Eli, que foi a primeira amiga que ela fez após passar toda sua vida escolar transferindo de um local para outro devido a trabalhos de seus pais, a escolha de viver sozinha, a fim de ficar em Otonokizaka. Ela também age como o líder espiritual do grupo, e tem uma vibração quase onisciente para ela, agindo quando ela sabia que as coisas ficaram longe demais e até mesmo nomear o grupo baseado em eventos que ainda estavam por acontecer. Embora ela não é daquela região, Nozomi fala em dialeto Kansai. É especialista em adivinhas, e usa-la para atender rapidamente numa nova escola, sempre que ela é obrigada a se mover. Apesar de ter personalidade serena, ela tem seu lado um pouco travesso com ela, e é passível de tatear outras garotas quando as encontra distraídos ou deprimidas em uma forma de "incentivá-las".

### Aqours
Chika Takami (高海千歌, Takami Chika)
You Watanabe (渡辺曜, Watanabe Yō)
Riko Sakurauchi (桜内梨子, Sakurauchi Riko)
Hanamaru Kunikida (国木田花丸, Kunikida Hanamaru)
Ruby Kurosawa (黒澤ルビィ, Kurosawa Ruby)
Yoshiko Tsushima (津島善子, Tsushima Yoshiko)
Dia Kurosawa (黒澤ダイヤ, Kurosawa Daiya)
Mari Ohara (小原鞠莉, Ohara Mari)
Kanan Matsuura (松浦果南, Matsūra Kanan)

## Mídia

### Jogo
Love Live! School Idol Festival é um jogo de música e ritmo, com elementos de grupo de Idols, cartas colecionáveis e história narrativa, desenvolvida pela Klab. O objetivo do jogo é completar os shows e desbloquear a história das personagens principais que sonham em se tornar um grupo de School Idols. Durante o jogo, deve-se selecionar nove Idols para realizar o show, usar ouro (G') e membros Idols para acumular experiência no processo de treino, estamina para realizar os shows e Love Gems para regenerar a estamina, aumentar o número máximo de membros ou recrutar um novo membro. É possível selecionar a dificuldade da música escolhida para realizar o show e, ao completa-lo, é recebido recompensas como ouro, membros novos ou Love Gems, além de aumentar o bond em cada Idol que realizou o show. Outra maneira de recrutar um novo membro é através de scout onde se troca Friend Pts (Pontos de Amizade) ou Love Gems por membros.

## Discografia

### Singles de μ's
| Título                                      | Nota                                                                 |
| ------------------------------------------- | -------------------------------------------------------------------- |
| Bokura no Live, Kimi to no Life             | Debut                                                                |
| Snow Halation                               |                                                                      |
| Natsuiro Egao de 1! 2! Jump!                |                                                                      |
| Mogyutto Love de Sekkenchu!                 | Lançado após o Valentine's Day                                       |
| Wonderful Rush                              |                                                                      |
| Bokura wa Ima no Naka de                    | 1ª Abertura de Love Live! School Idol Project                        |
| Kitto Seishun ga Kikoeru                    |                                                                      |
| Susume→Tomorrow                             |                                                                      |
| Korekara no Someday                         |                                                                      |
| No brand girls                              |                                                                      |
| Music S.T.A.R.T!!                           |                                                                      |
| Takaramonozu                                |                                                                      |
| Sore wa Bokutachi no Kiseki                 | 2ª Abertura de Love Live! School Idol Project                        |
| Donna Toki mo Zutto                         |                                                                      |
| Yume no Tobira                              |                                                                      |
| Love wing bell                              |                                                                      |
| KiRa-KiRa Sensation!                        |                                                                      |
| We are a bit Different                      |                                                                      |
| Shangri-La Shower                           |                                                                      |
| Mi wa Mu'sic no Mi                          |                                                                      |
| Angelic Angel/Hello, Hoshi o Kazoete        | Single do Love Live! School Idol Movie                               |
| Sunny Day Song/？←HEARTBEAT                 | Single do Love Live! School Idol Movie                               |
| Bokutachi wa Hitotsu no Hikari/Future style | Single do Love Live! School Idol Movie                               |
| Heart to Heart!                             | Música especial para School Idol Festival                            |
| Korekara                                    | Single bônus, incluso no Blu-Ray de Love Live! The School Idol Movie |
| Moment Ring                                 | Último single                                                        |
| A song for You! You?? You!                  | Novo single após quatro anos a dissolução do grupo                   |

### Singles de Printemps
1. Love Marginal
2. sweet&sweet holiday
3. Pure Girls Project
4. UNBALANCED LOVE
5. Puwa Puwa-O!
6. Eien Friends
7. Nightingale Love Song
8. CheerDay CheerGirl!
9. MUSEUM de Dou Shitai?
10. WAO-WAO Powerful Day!
11. NO EXIT ORION

### Singles de BiBi
1. Diamond Princess no Yuutsu
2. Love Novels
3. Cutie Panther
4. Natsu, Owaranai De.
5. Fuyu ga Kureta Yokan
6. Trouble Busters
7. Silent Tonight
8. Saitei de Saikou no Paradiso
9. Sakkaku CROSSROADS
10. PSYCHIC FIRE

### Singles de Lily White
1. Shiranai Love*Oshiete Love
2. A-NO-NE-GA-N-BA-RE!
3. Binetsu Kara Mystery
4. Kimi no Kuse Ni!
5. Aki no Anata no Sora Tooku
6. Futari Happiness
7. Onaji Hoshi ga Mitai
8. Otohime Haato de Rabu Kyuuden
9. Omoide Ijou ni Naritakute
10. Shunjou Romantic

### Singles de Aqours
1. Kimi no Kokoro wa Kagayaiteru Kai?
2. Step! ZERO to ONE
3. Aqours☆HEROES
4. Koi ni Naritai AQUARIUM
5. MITAIKEN HORIZON

## Controvérsias
Os fãs da versão em inglês de Love Live! School Idol Festival descobriram que a maior parte do subtexto homossexual entre várias garotas foram removidas. Em alguns casos, uma referência explícita às relações entre meninas foram alteradas para implicar uma relação heterossexual. Uma atualização do jogo foi liberada em 30 de Junho de 2015 para corrigir a tradução do texto de forma a preservar o sentido original.

## Transmissão online
No Brasil, todos os episódios da segunda temporada de Love Live, com exceção do filme, estão disponíveis no site Crunchyroll, com legendas em português.

## O fim das μ's e o anime de LLS
Em 05 de Dezembro de 2015, os fãs de Love Live choram o anúncio do fim do μ's. O último single das μ's, "Moment Ring", saiu em 02 de Março de 2016.
Em 2016, acontece o "Love Live! μ's Arigatou Project ~Road to μ'sic Forever~", que constitui em exibições dos 26 episódios do anime e também do filme e concertos nos cinemas japoneses, em preparação a despedida do μ's. Em 31 de Março e 1 de Abril de 2016, acontece no Tokyo Dome o μ's Final Love Live! ~μ'sic forever ♪♪♪♪♪♪♪♪♪~, marcando um final de um ciclo. Esses shows foram lançados em DVD e Blu-Ray em 28 de Setembro de 2016, pela Lantis.
Em 2 de Julho de 2016, aconteceu a estreia do anime de Love Live! Sunshine!!, cuja 1ª temporada teve 13 episódios e muitas referências às μ's puderam ser notadas desde o início, incluindo um trecho de "Start:DASH!" como insert song do 1º episódio.
Porém as μ's ainda podem ser vistas no seu mais recente lançamento, o Love Live! School Idol Festival ~After School Activity~, lançado apenas no Japão em Dezembro de 2016 em uma parceria entre a Bushiroad e a Square Enix.